# Straż Kresowa

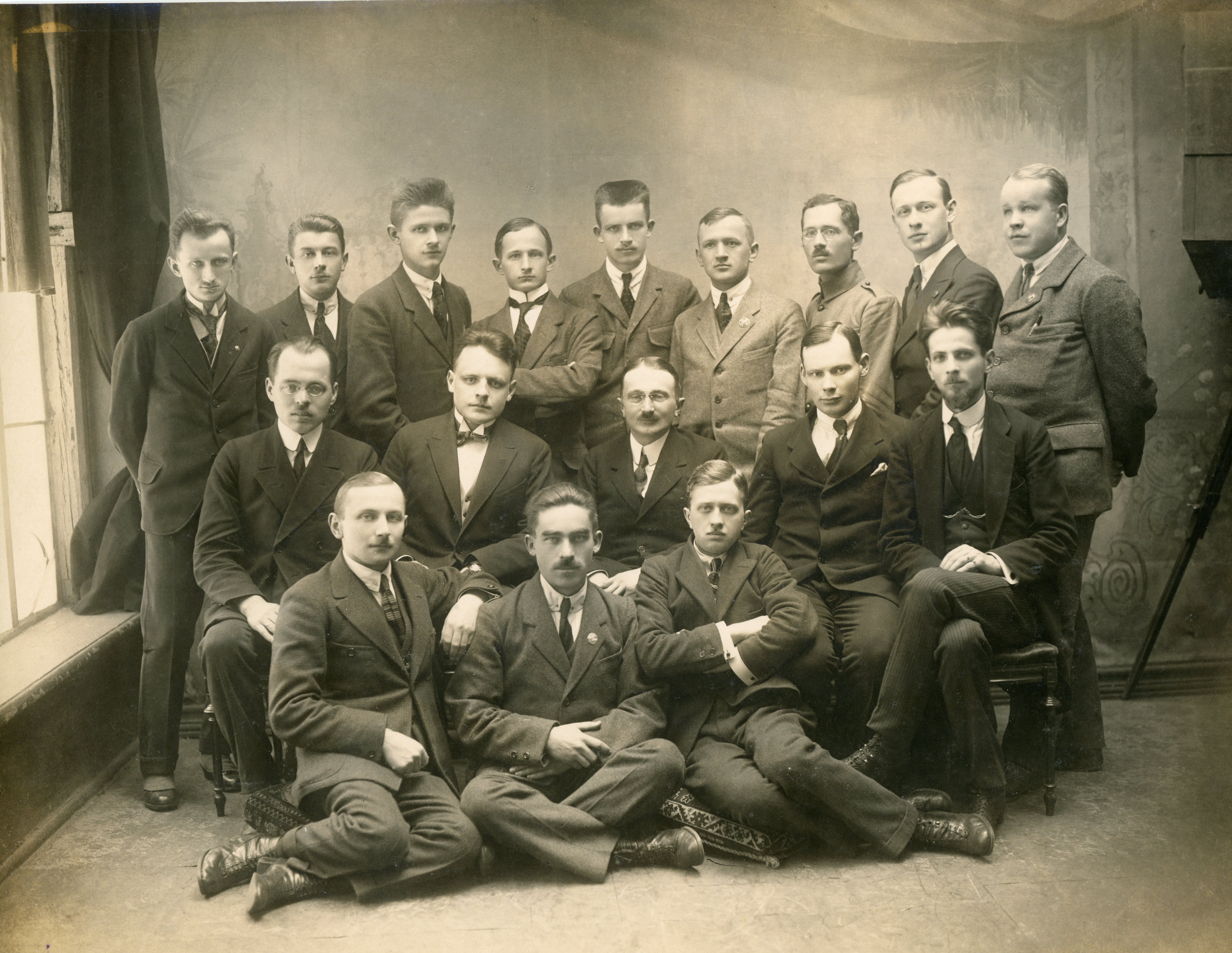
Zjazd Kierownictwa Towarzystwa Straży Kresowej 2 września 1921 w Warszawie. W drugim rzędzie w środku: Stanisław Rondomański. W tylnym rzędzie po prawej stronie jest Stefan Mydlarz.

Straż Kresowa, Towarzystwo Straży Kresowej – polska organizacja utworzona w lutym 1918 roku. Jej zadaniem było powiązanie ziem dawnego Wielkiego Księstwa Litewskiego z II Rzecząpospolitą i obrona ziem na kresach wschodnich Polski położonych. Wspierała federacyjną politykę Józefa Piłsudskiego. Zajmowała się działalnością polityczną, oświatową i agitacyjną wśród ludności niepolskiej na wschodnich ziemiach pod polską administracją.
Powołana została 19 lutego 1918 roku w Lublinie, w celu obrony Chełmszczyzny przed oderwaniem od kompleksu ziem polskich. Postanowienia traktatu brzeskiego wywołały poruszenie, tak, że samorzutnie zawiązano organizację w celu obrony zagrożonych terenów Chełmszczyzny i Podlasia. Działalność Towarzystwa Straży Kresowej została faktycznie zawieszona w 1927 roku.

## Władze Straży Kresowej w 1920
Zarząd Straży Kresowej (29 lutego 1920):
- Zdzisław Lechnicki (prezes)
- Stanisław Śliwiński (ówczesny minister aprowizacji)
- Stefan Plewiński (były prezes Straży Kresowej)
- Władysław Radwan
- Tadeusz Krzyżanowski
- dr n. med. Jan Offenberg
- Stanisław Roman Dangel
- poseł Józefat Błyskosz
- rejent Leon Bielawski

Komisja Rewizyjna:
- Mirosław Obiezierski
- Tomasz Wilkoński
- poseł prof. Witold Kamieniecki
- ks. Jan Gralewski
- Wiktor Ambroziewicz (ówczesny dyrektor Gimnazjum im. Stefana Czarnieckiego w Chełmie)[3][4]